# Dubsmash
Dubsmash ist eine App für Android und iOS, mit welcher es möglich ist, ein Video in Form eines Selfies mit berühmten Zitaten, Tiergeräuschen oder sonstigen Tönen zu kombinieren.

## Funktionalität
Alle verwendbaren Töne, auch „Sounds“ genannt, werden von Nutzern hochgeladen und können wiederum von anderen Nutzern frei verwendet werden.
Um ein Video zu erstellen, muss der Nutzer zunächst die Kategorie, aus welcher der Sound verwendet werden soll, auswählen. Nach Wahl des gewünschten Sounds öffnet sich ein Videofenster, auf welchem wahlweise die Front- oder Rückkamera ausgewählt werden kann. Mit Klick auf Start startet die Wiedergabe des Sounds und der Nutzer bewegt synchron mit dem Sound seinen Mund. Nach der Aufnahme kann der Nutzer den Dub betrachten und anschließend speichern, mit anderen Personen teilen oder erneut aufnehmen.
Neben den bereitgestellten Sounds ist es auch möglich, eigene Sounds von seinem Smartphone zu nutzen, ohne diese hochladen zu müssen.

## Geschichte
Die App wurde von dem im Mai 2013 gegründeten Berliner Start-up-Unternehmen Mobile Motion entwickelt. Kennengelernt hatten sich zwei der drei Gründer (Roland Grenke und Jonas Drüppel) durch ihr gemeinsames Studium an der WHU – Otto Beisheim School of Management. Durch frühere Projekte besitzt das Unternehmen bereits Investoren, welche die Finanzierung der App unterstützen.
Die Idee zur App entstand nach eigenen Angaben im Büro, durch Inspiration des Nippleboards von TV total. Die Entwickler bezeichnen die App als „logische Fortsetzung davon“.
Die erste Version für Android wurde Ende Oktober im Google Play Store veröffentlicht, die erste Version für iOS folgte am 18. November 2014.

## Reaktionen
In der Presse wird die App als „coolste App des Jahres“ oder als „vielleicht der beste Zeitfresser des Jahres“ bezeichnet.
Bereits fünf Wochen nach Veröffentlichung der Android-Version wurde die App zwischen einer und fünf Millionen Mal heruntergeladen. In den iTunes-Charts eroberte die App zehn Tage nach Veröffentlichung den ersten Platz.
Bis Juni 2016 hatten Medienangaben zufolge 100 Millionen Menschen aus 192 Ländern weltweit die App heruntergeladen. In der US-amerikanischen Talkshow Tonight Show nutzte Moderator Jimmy Fallon und Gast Penelope Cruz die App.

## Urheberrechtsverletzungen
Die Medien warnen vor möglichen Urheberrechtsverletzungen, welche der Nutzer durch Teilen der Dubs begehen kann, da die hochgeladenen Sounds ohne Zustimmung des Rechteinhabers verwendet werden. Sofern die erstellten Videos nur im privaten Umfeld verschickt werden, handelt es sich hierbei jedoch um eine Privatkopie, welche rechtlich unbedenklich ist.
Problematisch wird es jedoch bei Veröffentlichung eines Videos auf Plattformen wie YouTube oder Facebook, da sich die Videos aufgrund der Öffentlichkeit bzw. der oft hohen Freundesanzahl nicht mehr innerhalb eines privaten Rahmens bewegen und die Berufung auf eine Privatkopie somit nicht mehr möglich ist.